# Скат Креффта
Скат Креффта  (лат. Malacoraja kreffti)— вид хрящевых рыб семейства ромбовых скатов отряда скатообразных. Обитают в умеренных водах северо-восточной Атлантики. Встречаются на глубине до 1500 м. Их крупные, уплощённые грудные плавники образуют диск в виде ромба. Максимальная зарегистрированная длина 70 см. Откладывают яйца. Не являются объектом целевого промысла.

## Таксономия
Впервые вид был научно описан в 1978 году как Raja kreffti. Он назван в честь австралийского зоолога и палеонтолога Джерарда Креффта. Голотип представляет собой самца длиной 51,5 см, пойманного на глубине 1200 м (61°08′ с. ш. 11°26′ з. д.).

## Ареал
Эти демерсальные скаты обитают у берегов Фарерских островов, Исландии и Ирландии. Встречаются на материковом склоне и вокруг подводных вершин на глубине 1000—1500 м.

## Описание
Широкие и плоские грудные плавники этих скатов образуют ромбический диск с треугольным рылом и закруглёнными краями. На вентральной стороне диска расположены 5 жаберных щелей, ноздри и рот. На тонком хвосте имеются латеральные складки. У этих скатов 2 редуцированных спинных плавника и редуцированный хвостовой плавник. Максимальная длина оценивается в 70 см.

## Биология
Эти скаты откладывают яйца, заключённые в жёсткую роговую капсулу с выступами на концах. Эмбрионы питаются исключительно желтком. 

## Взаимодействие с человеком
Эти скаты не являются объектом целевого промысла. Изредка попадаются в качестве прилова. С 1999 года в Норвежском море введено квотирование промысла скатов. Состояние популяции оценивается как стабильное. Международный союз охраны природы присвоил виду охранный статус «Вызывающий наименьшие опасения».